# Arthrochilus rosulatus
Arthrochilus rosulatus är en orkidéart som beskrevs av David Lloyd Jones. Arthrochilus rosulatus ingår i släktet Arthrochilus och familjen orkidéer.
Artens utbredningsområde är Queensland. Inga underarter finns listade i Catalogue of Life.